# Estequiometria
Estequiometria (ou equações químicas) vem do grego stoikheion (elemento) e metriā (medida, de metron). O termo "estequiométrico" é usado com frequência em Termodinâmica para referir-se à "mistura perfeita" de um combustível e o ar.
A estequiometria baseia-se na lei da conservação das massas, na lei das proporções definidas (ou lei da composição constante) e na lei das proporções múltiplas. Em geral, as reações químicas combinam proporções definidas de compostos químicos. Já que a matéria não pode ser criada ou destruída, a quantia de cada elemento deve ser a mesma antes, durante e após a reação. Por exemplo, a quantia de um elemento A no reagente deve ser igual à quantia do mesmo elemento no produto.

## Estequiometria e Balanceamento químico
A estequiometria é usada frequentemente para balancear equações químicas. Por exemplo, os dois gases diatômicos hidrogênio e oxigênio podem combinar-se para formar um líquido, água, em uma reação exotérmica, como descrita nas equações abaixo.
A Equação 1 não mostra a estequiometria correta da reação - isto é, não demonstra as proporções relativas dos reagentes e do produto.
A Equação 2 já tem a correta estequiometria e, por isso, é dita uma equação "balanceada", que demonstra o mesmo número de átomos de cada tipo em ambos os lados da equação. Há quatro átomos de hidrogênio no lado dos reagentes e quatro no lado do produto, e dois átomos de oxigênio em ambos os lados da equação. Desta forma, a massa se conserva.
Balanceamento de equações químicas
Em uma reação química os elementos e o número de átomos de cada elemento têm de ser os mesmos antes e depois da reação (equação balanceada). Durante a reação química não ocorre destruição ou criação de novos átomos, o que muda é a forma com que os átomos estão organizados, podendo haver transferência de elétrons de um átomo para outro. Por esse motivo sempre é preciso verificar se as equações químicas estão balanceadas.
Para realizar o balanceamento de uma equação é necessário adicionar coeficientes (números inteiros que colocados antes de cada substância, tornam o número de átomos iguais em cada membro da equação). Os coeficientes indicam apenas a proporção entre os átomos, não alterando os índices (números menores que aparecem depois do elemento) das formulas, pois isso alteraria a natureza química da substância.
H2(g) + O2(g)  → H2O(l) (equação não balanceada)
O primeiro membro da equação apresenta dois átomos de hidrogênio e dois de oxigênio. No segundo membro o hidrogênio também apresenta dois átomos, porém o oxigênio apresenta apenas um, ou seja, a equação está desbalanceada.
2H2(g) + O2(g)  → 2H2O(l) (equação balanceada)
Após o balanceamento, são observados quatro átomos de hidrogênio no primeiro e no segundo membros da equação. E em relação ao oxigênio, são observados dois átomos no primeiro e no segundo membros.
As letras entre parênteses presentes nas equações representam o estado físico de cada elemento. Sendo assim, (l) liquido; (s) sólido; (g) gás; (aq) substância em solução aquosa; (v) vapor.
Em equações mais complicadas, devemos começar o balanceamento sempre pelo elemento que aparece apenas uma vez em cada membro da equação, por exemplo:
CH4 + O2 → CO2 + H2O (equação desbalanceada)
Neste caso tanto o carbono quanto o hidrogênio aparecem apenas uma vez em cada membro da equação, portanto o balanceamento começa por eles. Depois que esses forem balanceados, deve-se conferir se o número dos outros átomos está correto.
CH4(g) + 2O2(g) → CO2(g)+ 2H2O(v) (equação balanceada)
No caso de todos os elementos aparecerem apenas uma vez em cada membro da equação, deve-se começar o balanceamento pelo elemento com maior índice. Por exemplo:
Fe + O2 → Fe2O3 (equação desbalanceada)
Neste exemplo o balanceamento se inicia pelo oxigênio, pois ele apresenta o maior índice (3). Depois deve-se conferir se o número de átomos de ferro está correto.
4Fe(s) + 3O2(g) → 2Fe2O3(s) (equação balanceada)

## Estequiometria e proporções molares
O termo "estequiometria" também é usado com frequência para as proporções molares de elementos em compostos estequiométricos. Por exemplo, a estequiometria dos átomos na molécula de água (H2O) é de dois átomos de hidrogênio para cada um de oxigênio (2:1). Em compostos estequiométricos, as proporções molares são números inteiros (e é aí que está a lei de proporções múltiplas). Compostos cujas proporções molares não são números inteiros são chamados de compostos não-estequiométricos.

## Estequiometria e conversão de unidades
A estequiometria não é tão somente usada para balancear equações químicas, mas também para conversões de unidades - por exemplo, de gramas a mols, ou gramas a mililitros. Por exemplo, se temos 2,00 g de NaCl, para achar o número de mols, pode-se fazer o seguinte:
No exemplo acima, quanto escrito em forma de fração, a unidade grama cancela-se, deixando o valor convertido a mols (a unidade desejada)
Outro uso da estequiometria é achar a quantia certa de reagentes a ser usada em uma reação química. Um exemplo é mostrado abaixo usando uma reação termite:
{\displaystyle Fe_{2}O_{3}+2Al\longrightarrow Al_{2}O_{3}+2Fe}
Quantos gramas de alumínio são necessários para reagir completamente com 85 g de óxido de ferro III?
{\displaystyle {\rm {{}({\frac {85\ g\ Fe_{2}O_{3}}{1}})({\frac {1\ mol\ Fe_{2}O_{3}}{160\ g\ Fe_{2}O_{3}}})({\frac {2\ mol\ Al}{1\ mol\ Fe_{2}O_{3}}})({\frac {27\ g\ Al}{1\ mol\ Al}})=28,6875\ g\ Al}}}
Resposta: 28,6875 g de alumínio.
Outro exemplo:
Num laboratório de química há duas soluções, a primeira é de ácido sulfúrico (H2SO4) com concentração desconhecida, a segunda é de soda cáustica (NaOH) em concentração de 0,10 mol/L. Sabe-se que 25 mL da solução de ácido exigem 22,50 mL da solução de soda cáustica para ser neutralizada completamente. Com base nessas informações, pede-se que se calcule a concentração de ácido na solução.
Resolução
Começa-se montando uma regra de 3 simples com base nos dados da solução de soda cáustica:
{\displaystyle {\begin{matrix}1000\ mL&\longrightarrow &0,10\ mol\ NaOH&\ \\22,50\ mL&\longrightarrow &y&\Rightarrow y=0,00225\ mol\ NaOH\end{matrix}}}
A 2ª equação será feita com base na reação de neutralização entre o ácido e a base:

{\displaystyle H_{2}SO_{4}+2NaOH\longrightarrow Na_{2}SO_{4}+2H_{2}O}
{\displaystyle {\begin{matrix}1\ mol\ H_{2}SO_{4}&\longrightarrow &2\ mol\ NaOH&\ \\z&\longrightarrow &0,00225\ mol\ NaOH&\Rightarrow z=0,001125\ mol\ H_{2}SO_{4}\end{matrix}}}
Com estes dados monta-se uma 3ª equação, em relação à solução ácida:

{\displaystyle {\begin{matrix}25\ mL&\longrightarrow &0,001125\ mol\ H_{2}SO_{4}&\ \\1000\ mL&\longrightarrow &x\ mol\ H_{2}SO_{4}&\Rightarrow x=0,045\ mol/L\ H_{2}SO_{4}\end{matrix}}}
Resposta: 0,045 mol/L.